# Ганс-Юрген Гелльрігель
Ганс-Юрген Гелльрігель (нім. Hans-Jürgen Hellriegel; 16 червня 1917, Берлін — 2 липня 1944, Атлантичний океан) — німецький офіцер-підводник, капітан-лейтенант крігсмаріне. Кавалер Лицарського хреста Залізного хреста.

## Біографія
3 квітня 1936 року вступив на флот. Служив на міноносці «Люкс». У жовтні 1938 року переведений в підводний флот. З грудня 1939 року — 2-й вахтовий офіцер на підводному човні U-46. З 7 квітня по 9 грудня 1941 року — командир U-140, на якому здійснив 2 походи (разом 30 днів у морі), з 28 березня 1942 по 15 березня 1943 року — U-96 (3 походи, 158 днів у морі), з 21 квітня 1943 року — U-543 (2 походи, 174 дні в морі). 2 липня 1944 року човен був потоплений американською морською авіацією; всі 58 членів екіпажу загинули.
Всього за час бойових дій потопив 4 кораблі загальною водотоннажністю 11 175 тонн і пошкодив 2 кораблі водотоннажністю 17 179 тонн.
| Дата            | Назва корабля            | Тип                   | Тоннаж | Вантаж | Екіпаж | Загинули | Країна             | Конвой |
| --------------- | ------------------------ | --------------------- | ------ | ------ | ------ | -------- | ------------------ | ------ |
| 21 липня 1941   | М-94                     | Підводний човен       | 206    |        | 19     | 8        | СРСР               |        |
| 10 вересня 1942 | Elisabeth van Belgie     | Торговий пароплав     | 4,241  | Баласт | 50     | 1        | Бельгія            | ON-127 |
| 10 вересня 1942 | F.J. Wolfe (пошкоджений) | Тепловий танкер       | 12,190 | Баласт | 56     | 0        | Британська імперія | ON-127 |
| 10 вересня 1942 | Sveve                    | Тепловий танкер       | 6,313  | Баласт | 39     | 0        | Норвегія           | ON-127 |
| 11 вересня 1942 | Delães                   | Вітрильник            | 415    | Тріска | 54     | 0        | Португалія         |        |
| 25 вересня 1942 | New York (пошкоджений)   | Пасажирський пароплав | 4,989  | Баласт | 68     | 0        | Британська імперія | RB-1   |

## Звання
- Кандидат в офіцери (3 квітня 1936)
- Морський кадет (10 вересня 1936)
- Фенріх-цур-зее (1 травня 1937)
- Оберфенріх-цур-зее (1 липня 1938)
- Лейтенант-цур-зее (1 жовтня 1938)
- Оберлейтенант-цур-зее (1 жовтня 1940)
- Капітан-лейтенант (1 квітня 1943)

## Нагороди
- Нагрудний знак підводника (24 квітня 1940)
- Залізний хрест
  - 2-го класу (26 квітня 1940)
  - 1-го класу (3 липня 1940)
- Лицарський хрест Залізного хреста (3 лютого 1944)